# Amphinomides verdensis
Amphinomides verdensis är en ringmaskart som beskrevs av Ernst Ferdinand Nolte 1936. Amphinomides verdensis ingår i släktet Amphinomides och familjen Amphinomidae. Inga underarter finns listade i Catalogue of Life.